# Ban (Edad Media)
El ban (en latín: bannus o bannum), también conocido como poder de ban o poder de mando, fue una institución político-territorial existente en la actual Francia durante la Edad Media, que en parte sobrevivió durante la Edad Moderna hasta su abolición definitiva en la Revolución Francesa. Es un antecedente del concepto moderno de soberanía territorial en los Estados-Nación.
El poder de ban era el poder de mando militar detentado como título privado, por un señor feudal, en un territorio delimitado. Con el tiempo, los señores fueron abandonando la costumbre de reclutar tropas en el territorio prescrito y hacia el siglo XI transformaron el ban en el derecho a cobrar impuestos sobre la población campesina que habitaba dentro de esos límites. De este modo, fue sentada jurídicamente una de las bases del feudalismo: la percepción de parte de la producción campesina. Esta institución fue conocida como "señorío banal" y sobrevivió por largo tiempo a la desaparición del feudalismo a fines de la Edad Media.
El poder de ban, devenido así en un derecho de tipo fiscal, formaba parte del patrimonio de un señor feudal, y podía ser transferido por herencia o venta, junto con su título, las tierras bajo su propiedad directa, y sus bienes inmuebles.